# Epicerura uniformis
Epicerura uniformis är en fjärilsart som beskrevs av M.Gaede 1928. Epicerura uniformis ingår i släktet Epicerura och familjen tandspinnare. Inga underarter finns listade i Catalogue of Life.